# Centro Stata
El centro Ray y María Stata o edificio 32 es un espacio académico  (67,000 m²)  diseñado por el arquitecto Frank Gehry para el Instituto de Tecnología de Massachusetts (MIT). El edificio inició actividades el 16 de marzo de 2004 y se asienta sobre el antiguo edificio 20, el cual había albergado el histórico laboratorio de radiación en Cambridge, Massachusetts.  La dirección del edificio es calle Vassar 32.

## Descripción
En contraste a la costumbre del MIT de referirse a  los edificios por sus números más que sus nombres oficiales, a este complejo normalmente se le llama "Stata" o "el Centro Stata" (aunque el número del edificio es todavía esencial en la identificación de oficinas en el MIT). Después del cuarto piso, el edificio se divide en dos estructuras distintas: la Torre Gates y la Torre Dreyfoos, conocidas como Torre G  y Torre D, respectivamente.
El edificio tiene un número de aulas y auditorios pequeños usados por el departamento de Ingeniería Eléctrica y el departamento de Informática (EECS, Curso 6), así como otros departamentos y grupos del campus.  El laboratorio de búsqueda y las oficinas de Informática y Laboratorio de Inteligencia Artificial (CSAIL), el Laboratorio para Información y Sistemas de Decisión (PÁRPADOS), así como el Departamento de Lingüística y Filosofía (Curso 24) ocupan los pisos superiores. Celebridades académicas como Noam Chomsky, Ron Rivest, y el fundador del Consorcio de la World Wide Web, Tim Berners-Lee, así como el fundador del movimiento de software libre Richard Stallman también tienen oficinas en el edificio.
Un amplio pasillo principal que se extiende a lo largo del edificio en la planta baja se llama "Calle del estudiante Charles M. Vest", en honor del expresidente del MIT que murió en diciembre de 2013. La "Calle del estudiante" se usa a menudo como un sustituto o extensión más espaciosa para el memorial ubicado en el Edificio 10 en el Corredor Infinito . El festival mensual de intercambio comunitario conocido como "Elige reusar", y un mercado semanal de productos frescos son otros eventos que se celebran regularmente en el Centro Stata. Uno de los cinco Centros de cuidado infantil del MIT está ubicado en el extremo Oeste de la planta baja. El café "Familia Forbes" está ubicado en el extremo Este y sirve café y almuerzo al público durante el horario de oficina. 
El museo de MIT mantiene algunas exposiciones históricas en la planta baja del Centro Stata. Unas cuantas reliquias seleccionadas de bromas estudiantiles del pasado se encuentran ahora en exhibición semi-permanente, por ejemplo: una fuente con forma de  "manguera de fuego", una regla de deslizamiento gigante, así como réplicas de una vaca y de un policía automovilístico,  colocados en lo alto el Domo grande. En el ascensor del lobby de la Torre Dreyfoos se encuentra una cápsula de tiempo y tableros  informativos que describen al histórico Edificio 20 del MIT, reemplazado ahora por el Centro Stata.
La financiación más significativa para el Centro Stata fue proporcionada por Ray Stata (MIT, generación de 1957) y María Stata. Otras contribuciones importantes fueron las de Bill Gates, Alexander W. Dreyfoos, Jr. (MIT, generación 1954), Charles Thomas "E.B." Pritchard Hintze (egresado del MIT), JD Edwards,  (actualmente Oracle), Morris Chang de TSMC. Y Michael Dertouzos.

## Historia
El Centro Stata se encuentra en el sitio donde estuvo el Edificio 20, derribado en 1998. El Edificio 20 se construyó precipitadamente durante Segunda Guerra Mundial como edificio provisional para albergar el histórico Laboratorio de Radiación. A lo largo de 55 años, su estatus de "provisional" permitió más espacio para grupos de investigación y un uso más creativo de ese espacio, de  lo que habría sido posible en edificios más respetados. El edificio también proporcionó oficinas permanentes para clubes oficiales y grupos, incluyendo el Tech Model Railroad Club y la Sociedad de investigación electrónica.
El profesor Jerome Y. Lettvin bromeó en alguna ocasión: "podríamos considerarlo como el  útero del Instituto. Es un tanto desordenado, ¡pero Dios sabe lo procreativo que es!"

## Crítica arquitectónica
El columnista de arquitectura del Boston Globe Robert Campbell escribió una brillante evaluación del edificio el 25 de abril de 2004. Según Campbell, "el Stata siempre se verá inacabado. También pareciera que está a punto de colapsar. Las columnas se inclinan en ángulos de miedo. Las paredes se tambalean, giran y chocan en curvas y ángulos aleatorios. Los materiales cambian donde se mire: ladrillo, acero con superficie de espejo, aluminio cepillado, pintura de colores brillantes, metal corrugado. Todo parece improvisado, como si hubiera sido abandonado en el último momento. Ese es el punto. La apariencia del Centro Stata es una metáfora de la libertad, la audacia y la creatividad de la investigación que se supone que tiene lugar dentro de ella ". Campbell declaró que los sobrecostos y demoras en la finalización del Centro Stata no son más importantes que problemas similares asociados con la construcción de la Catedral de San Pablo . La guía Kaplan / Newsweek de 2005, sobre Cómo ingresar a la universidad, enumera veinticinco universidades notables en algún aspecto y reconoce que el MIT tiene la "arquitectura más  brillante",  haciendo énfasis en el Centro Stata.
Aunque muchos alaban este edificio y de hecho está considerado por algunos como una de sus mejores obras,  hay otros menos enamorados de la estructura. Por ejemplo, el matemático y teórico arquitectónico Nikos Salingaros, ha criticado severamente el Centro Stata:
Una arquitectura que invierte los algoritmos estructurales para crear desorden, los mismos algoritmos que en una aplicación infinitamente más detallada generan forma viva, deja de ser arquitectura. Los edificios deconstructivistas son los símbolos más visibles de la deconstrucción real. La aleatoriedad que encarnan es la antítesis de la complejidad organizada de la naturaleza. Digo esto a pesar de los elogios efusivos en la prensa a los nuevos edificios académicos "emocionantes", como el nuevo edificio Peter B. Lewis en la Universidad Case Western Reserve en Cleveland, el Centro Vontz de estudios moleculares en el Centro médico de la universidad de Cincinnati y el Centro Satata de Ciencias de la computación, la Información y la Inteligencia en el MIT, construido por Frank Gehry. Alojar un departamento científico en una universidad dentro del símbolo de su némesis debe ser la máxima ironía.
El anterior presidente de la Universidad de Boston John Silber, dijo que el edificio era "realmente es un desastre". El crítico de arquitectura Robert Campbell alabó a Gehry por "romper la monotonía de una calle de edificios concreto" con  "un edificio como ningún otro".  El estilo del edificio ha sido comparado con el expresionismo alemán de 1920.

## Galería

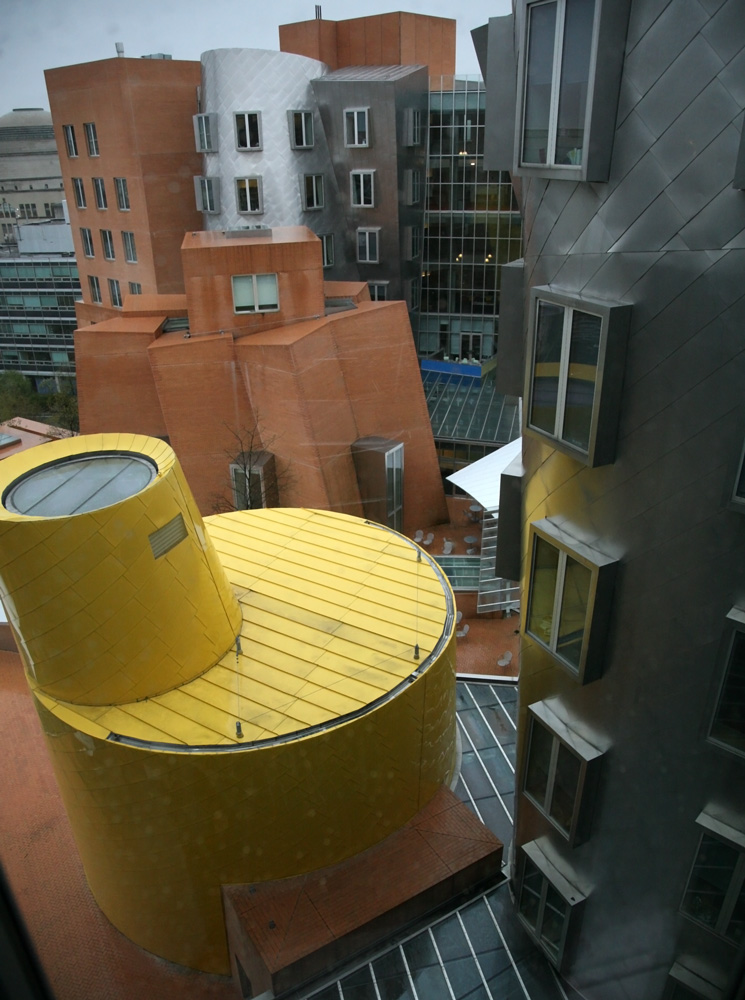
Vista del 7.º piso
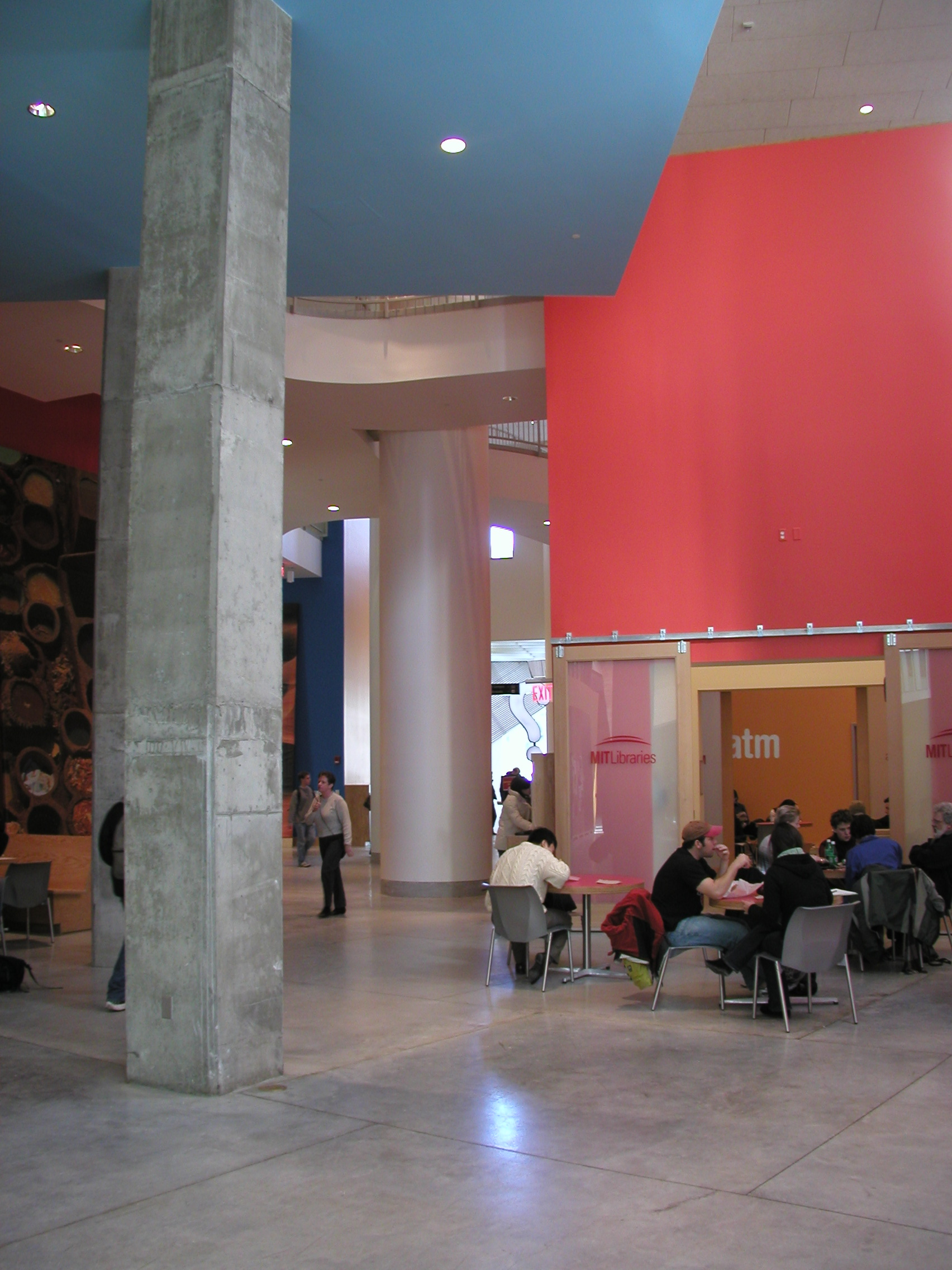
Interior, piso de tierra, Gates torre

## Demanda

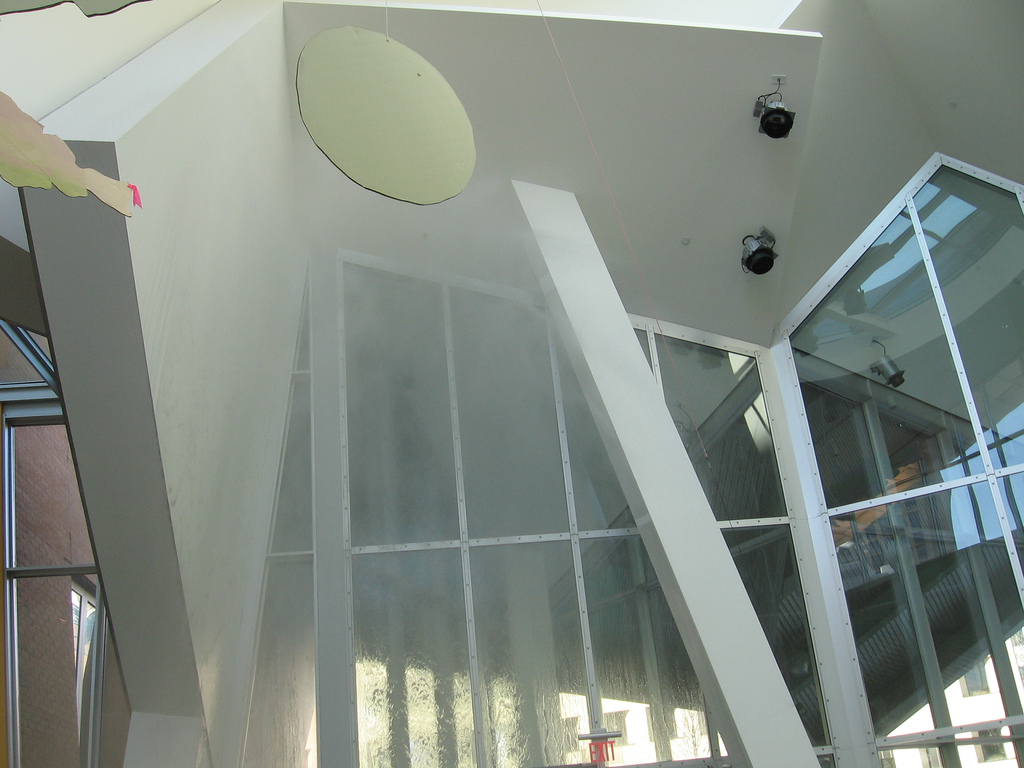
Espray de agua de un fracaso de sistema de aspersor de fuego en 2007

El 31 de octubre de 2007, el MIT demandó al arquitecto Frank Gehry y a las compañías Skanska Inc. y NER Construcciones, por "proporcionar servicios de diseño y dibujo deficientes" lo cual causó fugas, grietas en la mampostería, crecimiento de moho y problemas con el drenaje, así como caída de hielo y escombros que bloquearon las salidas de emergencia.. El portavoz de  Skanska dijo que, con anterioridad a la construcción, Gehry ignoró los avisos de la compañía y de una consultoría con respecto a defectos en el diseño del anfiteatro exterior, y rehusó una petición formal de Skanska para modificar el diseño.
En una 2007, en entrevista, Gehry, cuya empresa cobró $15 millones por el proyecto, dijo que los problemas de construcción son inevitables en el diseño de edificios complejos: "Se trata de cuestiones complicadas" que "implican a muchas personas, y uno nunca sabe qué puede salir mal. Un edificio se construye junto con siete billones piezas de tejido humano conectado. Las posibilidades de lograrlo sin errores o equivocaciones son escasas". "En realidad  los asuntos son bastante menores",  añadió, pero "El MIT va detrás de nuestro seguro". Y afirmó que la  ingeniería de valor—el proceso a través del cual los elementos de un proyecto se eliminan para cortar los costos—era en gran medida responsables de los problemas. "Hay cosas que quedaron fuera del diseño",  dijo. "El cliente escogió no poner dispositivos seguros en los techos, para ahorrar dinero."
El pleito fue resuelto en 2010 con la mayoría de los asuntos resueltos.

## Ocupantes
- Computer Science and Artificial Intelligence Laboratory (CSAIL)[13]
  - World Wide Web Consortium
- Laboratory for Information and Decision Systems (LIDS)
- Department of Linguistics and Philosophy
- Childcare Center
- Fitness Center
- Forbes Cafe
- MIT Library Information Intersection cube[14]